# إريك ديسلوريرز
إريك ديسلوريرز هو لاعب كرة قدم كندية كندي، ولد في 21 مارس 1981 في غاتينو في كندا.